# Europäisch-Iranische Handelsbank
Die Europäisch-Iranische Handelsbank AG (Werbliche Kurzbezeichnung eihbank) ist eine 1971 von iranischen Kaufleuten in Hamburg als Deutsch-Iranische Handelsbank gegründetes, deutsches Bankinstitut mit deutscher Banklizenz und Hauptsitz in Hamburg. Aufgabenstellung ist die Unterstützung des Handels zwischen Europa und Iran.

## Geschichte
1971 – Gründung der Deutsch-Iranischen Handelsbank als Aktiengesellschaft in Hamburg
1990 – die Bank zieht um in ein neu errichtetes eigenes Gebäude (entworfen von Gottfried Böhm)
1992 – aufgrund einer Geschäftsausweitung wird der Name in Europäisch-Iranische Handelsbank AG geändert
2005 – als erste ausländische Bank eröffnet die eihbank eine Filiale in der iranischen Freihandelszone Kish Island
2008 – Umwandlung des Tehraner Repräsentanzbüros in eine eigenständige Filiale

## Ausrichtung und Produkte
Die Bank betreibt das internationale Dokumentengeschäft mit Kunden und Banken in Iran, traditionell vornehmlich zur Abwicklung des Handels zwischen Europa und Iran. Hierzu gehört sowohl das Handelsgeschäft im engeren Sinne, mit Rohstoffen, Vorprodukten und Handelswaren, als auch das Projektgeschäft, im Wesentlichen im Rahmen des Anlagenbaus und Transportwesens. Im Laufe der Jahre entwickelte sich die eihbank zu einem Spezialisten für Produkte rund um Akkreditive und zielorientierte Finanzierungslösungen.

## Eigentümer
Die Europäisch-Iranische Handelsbank ist eine deutsche Aktiengesellschaft. Sie gehört (mehrheitlich) zu 52 % der iranischen Bank für Industrie und Bergbau, zu 26 % der iranischen Bank Mellat und zu 19 % der iranischen Bank Tejarat.

## Sanktionen

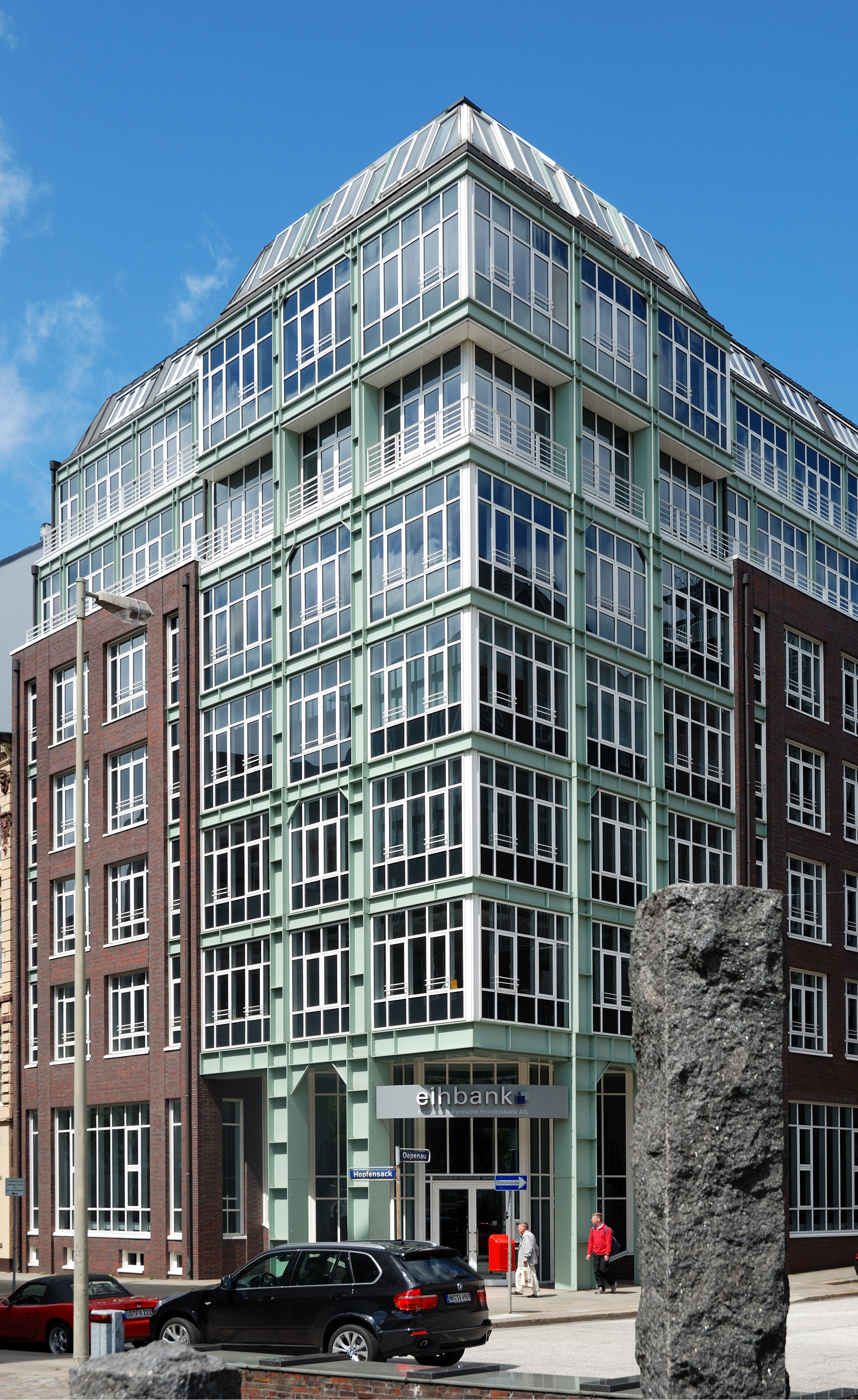
Zentrale der Europäisch-Iranische Handelsbank in Hamburg

Seit dem Implementation Day, dem 16. Januar 2016 unterliegt die Europäisch-Iranische Handelsbank keinen EU-Sanktionen (EU-Sanktionsliste). Die UN-Resolution 2231 (2015) wurde in Übereinstimmung mit dem JCPOA durch die EU-Rechtsakte vom 18. Oktober 2015 umgesetzt per Beschluss (GASP) 2015/1863 zur Änderung der Entscheidung 2010/413/GASP des EU-Rates sowie durch die beiden Durchführungsverordnungen (EU) 2015/1861 und 2015/1862, die in allen Mitgliedstaaten der Europäischen Union unmittelbar anwendbar sind.
Die Bank ist an den internationalen Zahlungsverkehr angeschlossen. Der Zugang zum europäischen Zahlungsverkehrssystem TARGET2 wurde am 1. März 2016 vollzogen; die Anbindung an den SEPA Zahlungsverkehr erfolgte am 7. April 2016.
Im Jahr 2018 sollte die Europäisch-Iranische Handelsbank 300 Millionen Euro in bar bei der Bundesbank abheben und nach Teheran ausfliegen. Das Vorhaben wurde nicht weiter verfolgt.

## Historie
Die seit November 2013 geführten Verhandlungen zwischen den G5+1-Staaten und Iran zogen sich bis Mitte des Jahres 2015 hin, bevor der Durchbruch mit dem Abschluss des Joint Comprehensive Plan of Action (JCPOA, „Gemeinsamer umfassender Aktionsplan“) am 14. Juli 2015 erreicht wurde. Mit dieser umfassenden Vereinbarung zur Beendigung des mehr als zehn Jahre andauernden Konfliktes wurde die Aufhebung der Sanktionen in mehreren Schritten festgelegt. Die erste Stufe beinhaltete die Freigabe von eingefrorenen Guthaben, die Aufhebung von Finanz-, Bank- und Versicherungssanktionen sowie die Aufhebung der Sanktionen für die Öl-, Gas- und Schifffahrtsindustrie und trat mit dem Implementation Day nach Umsetzung und Erfüllung umfangreicher nuklear-bezogener Maßnahmen durch Iran in Kraft. Mit Beschluss (GASP) 2016/37 vom 16. Januar 2016 hat der EU-Rat festgestellt, dass Iran die Maßnahmen des Anhangs V des JCPOA getroffen hat und somit der Implementation Day eingetreten ist. Einhergehend mit dem Beschluss haben die beiden EU-Verordnungen 2015/1861 und 2015/1862 ihre Rechtswirkung entfaltet, welche unter anderem die Streichung der eihbank aus dem Anhang VIII der Verordnung (EU) 267/2012 bedeutete. Zusätzlich entfielen mit diesem Datum auch die umfangreichen Melde- und Genehmigungspflichten der vorgenannten Verordnung.

### US-amerikanische und UNO-Sanktionen
Die Bank befindet sich zwar auf den einseitig von Seiten der USA festgelegten Sanktionslisten des US-amerikanischen Finanzministeriums, ist jedoch (im Unterschied zu den Banken Melli und Saderat) nicht Objekt der Resolution 1803 der Vereinten Nationen. Die Sanktionen verbieten Geschäfte mit der Bank, um eine Proliferation atomarer Technik und Raketentechnik in den Iran  zu verhindern. Vermögenswerte der Bank sind als Folge der Sanktionen in verschiedenen Ländern eingefroren.
Gegen die eihbank bestanden bis zum 23. Mai 2011 keine deutschen oder europäischen Sanktionen, wie dies u. a. von elf amerikanischen Senatoren in der Vergangenheit von der deutschen Bundesregierung gefordert worden war. Daher hatte die Bundesbank der eihbank ermöglicht, ein 9 Milliarden Euro Ölgeschäft der indischen Regierung finanztechnisch abzuwickeln, indem die Bundesbank indisches Geld annimmt und der eihbank auf einem Bundesbankkonto zugänglich macht. Die Bank verweist darauf, dass sie als deutsches Unternehmen lediglich an Finanzierungen und der Abwicklung von Transaktionen beteilige, die vom Bundesamt für Wirtschaft und Ausfuhrkontrolle genehmigt oder nicht genehmigungspflichtig seien, und alle UN-Resolutionen und EU-Richtlinien beachte. Geschäfte innerhalb des Rahmens des US-Finanzsystems betreibe die Bank nicht.

### Europäische Sanktionen
Im Zusammenhang mit der Freilassung der beiden Journalisten Marcus Hellwig und Jens Koch wurde die Vermutung geäußert, dass die deutsche Bundesregierung im Gegenzug bei der Abwicklung eines Öl-Geschäfts mit Indien der Europäisch-Iranischen Handelsbank behilflich war.
Aufsichtsratsvorsitzender der EIHB war bis Ende 2010 der Chef der Bank-Mellat Ali Divandari, dessen Vermögenswerte aufgrund von EU-Sanktionen eingefroren waren. Die Teheraner Bank Mellat ermögliche – so die Europäische Union – das iranische Atom- und Raketenprogramm. Die Europäische Union hat ihre Sanktionen auch auf alle Tochterunternehmen der Bank Mellat ausgedehnt.
Nach Antrag der britischen Regierung und nach Zustimmung der deutschen Regierung wurde am 23. Mai 2011 durch den EU-Außenministerrat beschlossen, die Europäisch-Iranische Handelsbank zusammen mit weiteren 100 Firmen und 5 Privatpersonen auf die europäische Sanktionsliste zu setzen. Nach Auskunft der EIHB waren die Vermögenswerte der eihbank gemäß der damaligen EU-Verordnung zwar eingefroren, jedoch nach Genehmigung durch das Servicezentrum Finanzsanktionen der Deutschen Bundesbank, München, verfügbar. Entgegen den damaligen Presseberichten musste die Bank ihr Geschäft nicht vollständig einstellen, sondern wickelte weiterhin im Rahmen der damals geltenden EU-Verordnungen ihr Bestandsgeschäft ab. Ihren eingegangenen Verpflichtungen kam sie uneingeschränkt nachkommen. Bis einschließlich 23. Mai 2011 von der eihbank avisierte Akkreditive genossen  Bestandsschutz und konnten im Einklang mit den damals geltenden EU-Verordnungen weiter bedient werden. Dies galt auch für Akkreditive gelisteter iranischer Banken, die von der eihbank avisiert wurden, bevor die eröffnende Bank bzw. die eihbank in den Anhang VIII aufgenommen wurden.
Begründet wurden die damaligen europäischen Sanktionen gegen die eihbank mit ihrer vermeintlichen, zentralen Rolle bei der Hilfe für Alternativlösungen für die Durchführung von Transaktionen einer Reihe iranischer Banken, die ihrerseits EU-sanktioniert waren. Die eihbank habe bei diesen Transaktionen Beratungs- und Vermittlungstätigkeiten wahrgenommen. Zwar habe beispielsweise die eihbank Anfang August 2010 die Konten der mit EU-Sanktionen belegten Banken Bank Saderat Iran und Bank Mellat eingefroren, dann aber diese Euro-Geschäfte mit einer nicht mit Sanktionen belegten iranischen Bank fortgeführt und dabei eigene Konten verwendet. Die eihbank habe im August 2010 ein System aufgebaut, welches Routinezahlungen an die Bank Saderat London und die Future Bank Bahrain ermöglicht habe, so dass Sanktionen der EU umgangen worden seien. Seit Oktober habe insoweit ein kontinuierlicher Zahlungsfluss bestanden. Mit Sanktionen belegte Banken hätten über die iranische Bank of Industry and Mine Geld an die eihbank weitergeleitet. Im Jahr 2009 sei die eihbank von der Post Bank im Rahmen eines Systems zur Umgehung der Sanktionen genutzt worden; dabei seien Transaktionen im Namen der von den Vereinten Nationen benannten Bank Sepah durchgeführt worden. Die von der EU benannte Bank Mellat ist eine der Gesellschafterbanken der eihbank.
Banken, die seit dem 23. Mai von der EU sanktioniert werden, sind die
- belarussische Bank Onerbank ZAO, (auch bekannt als Eftekhar Bank bzw. Honor Bank), die
- iranische Ansar Bank (auch bekannt als Ansar Finance and Credit Fund, Ansar Financial and Credit Institute oder Ansae Institute oder Ansar al-Mojahedin No-Interest Loan Institute, Ansar Saving and Interest Free-Loans Fund), sowie die
- iranische Mehr Bank (alias Mehr Finance and Credit Institute oder Mehr Interest-Free Bank)[14]